# Montdauphin
Montdauphin je francouzská obec v departementu Seine-et-Marne v regionu Île-de-France. V roce 2015 zde žilo 243 obyvatel.

## Poloha obce
Obec leží u hranic departementu Seine-et-Marne s departementem Aisne, tedy i u hranic regionu Île-de-France s regionem Hauts-de-France. Sousední obce jsou: Dhuys et Morin-en-Brie (Aisne), Montolivet, Vendières (Aisne) a Verdelot.

## Vývoj počtu obyvatel
Počet obyvatel